# Patrick Gilmore (Komponist)

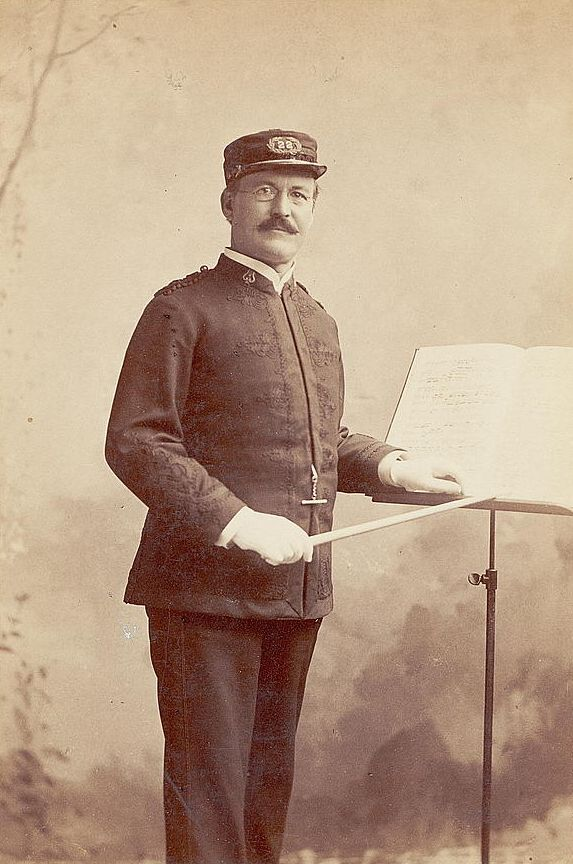
Patrick Gilmore, ca. 1890–1892

Patrick Sarsfield Gilmore, Pseudonym Louis Lambert (* 25. Dezember 1829 in Ballygar, County Galway; † 24. September 1892 in St. Louis) war ein irisch-amerikanischer Militärkapellmeister und Komponist.

## Leben
Gilmore begleitete in seiner Jugend seinen Vater als Mitglied der Ballygar Fife and Drum Band bei einem Protestmarsch nach Athlone. Dort spielte er später in örtlichen Bands und hatte Unterricht in klassischer Musik und Trompete bei Patrick Keating.  1848 wanderte er nach Amerika aus und leitete in Boston verschiedene Blaskapellen, darunter die Boston Brigade Band und die Charlestown Band (1853), mit der er bei der Amtseinführung von Präsident James Buchanan spielte. Aus der Reorganisation der Boston Brigade Band entstand 1858 die  Patrick Gilmore’s Band, die 1859 ihren ersten Auftritt hatte.
Bei Ausbruch des Sezessionskrieges 1861 trat er mit seiner Band geschlossen den Truppen der Nordstaaten bei und begleitete als Mitglied der 24th Mass. Volunteers General Ambrose Burnside nach South Carolina. Nach der Auflösung verschiedener Militärkapellen beauftragte ihn der Gouverneur von Massachusetts, John Albion Andrew, mit deren Reorganisation, und General Nathaniel Prentiss Banks ernannte ihn zum Bandmaster General.  Bei der Amtseinführung des Gouverneurs von Louisiana,  George Michael Hahn, wurde er für seine Verdienste mit einem Bankett im historischen St. Charles Hotel, einem mit 500 Goldstücken gefüllten Silberbecher und einem Empfehlungsschreiben an Präsident Lincoln geehrt.
Zum Ende des Bürgerkrieges beauftragte ihn Präsident Lincoln mit der Organisation der Friedensfeiern in New Orleans. Nach deren Erfolg organisierte und leitete Gilmore in Boston das National und das International Peace Jubilee (1869 bzw. 1871), zwei der gewaltigsten Musikfestivals der Geschichte. Beteiligt waren dreißigtausend Sänger, zweitausend Instrumentalisten, prominente Gesangs- und Instrumentalsolisten und Militärkapellen aus ganz Europa.
1872 unternahm Gilmore mit seiner Band eine Tournee durch Europa und veranstaltete dann in Boston ein World Peace Jubilee, das trotz finanzieller Probleme seinen Ruf als bedeutendster Kapellmeister Amerikas festigte. Ebenfalls in den 1870er Jahren eröffnete er den Gilmore’s Concert Garden (später Madison Square Garden) in New York und trat zu den Feiern zum Jubiläum der Unabhängigkeitserklärung 1876 in Philadelphia (1876), bei der Eröffnung des Vergnügungsparks Manhattan Beach 1879 und zur Einweihung der Freiheitsstatue 1886 auf. Seit Ende der 1880er Jahre war Gilmore Kapellmeister der 22nd Regiment Band, mit der er u. a. die Silvesterfeier 1888 am Times Square begleitete. 1892 starb er während einer Konzerttournee mit seiner Band an einem Herzinfarkt.
Gilmore komponierte (teils unter dem Pseudonym Louis Lambert) zahlreiche Marschlieder, darunter Good News From Home, We Are Coming Father Abraham, Seeing Nellie Home, Sad News From Home, The Everlasting Polka, Music Fills My Soul With Sadness und als berühmtestes When Johnny Comes Marching Home. Am Tag seiner Beisetzung gab John Philip Sousa ihm zu Ehren als "The Father Of the American Band" ein Konzert. 1906 wurde zu seinem Gedächtnis ein Gilmore Memorial Concert im Madison Square Garden veranstaltet. 1969 wurde in Boston die Patrick S. Gilmore Society gegründet. Zu seinem 100. Todestag 1992 errichtete die Gesellschaft einen Gedenkstein an seinem Grab auf dem Calvary Cemetery.